# Tiffany Cromwell
Tiffany Jane Cromwell (Stirling, 6 luglio 1988) è una ciclista su strada australiana che corre per il team Canyon-SRAM. Ha caratteristiche di scalatrice, e gareggia tra le Elite dal 2009.

## Carriera
Originaria dell'Australia Meridionale, comincia a gareggiare nel ciclismo, sia su strada che su pista, all'età di tredici anni, e nel 2006 si laurea campionessa nazionale Under-19 a cronometro su strada. Coglie le prime vittorie internazionali tra le Elite nel 2009, gareggiando per il team statunitense Colavita-Sutter Home presented by Cooking Light: in stagione si aggiudica una tappa al Tour en Limousin e, due settimane dopo, una cronometro individuale alla Route de France. Nella prima parte del 2010 non riesce a trovare un contratto – gareggia comunque più volte con la Nazionale australiana – mentre nel 2011 corre prima con la squadra belga Lotto-Honda e poi con quella norvegese Hitec Products UCK; in entrambe le stagioni non ottiene però successi in gare internazionali.
Nel 2012 approda alla neonata formazione professionistica australiana GreenEDGE-AIS: quell'anno ritorna al successo in gare UCI facendo sua, dopo una fuga solitaria di più di 100 km, la tappa di Molinella al Giro d'Italia (concluderà inoltre all'undicesimo posto in graduatoria generale). L'anno dopo, ancora tra le file della GreenEDGE, divenuta Orica-AIS, vince la Omloop Het Nieuwsblad, classica di apertura europea del calendario internazionale UCI, battendo la statunitense Megan Guarnier in uno sprint a due. Nello stesso anno partecipa – come già nelle quattro stagioni precedenti – alla gara Elite dei campionati del mondo su strada: nell'occasione coglie il nono posto finale, suo miglior piazzamento nella gara iridata.

## Vita privata
Dal febbraio 2020 è legata sentimentalmente al pilota di Formula 1 Valtteri Bottas

## Palmarès

### Strada
- 2009 (Colavita-Sutter Home presented by Cooking Light, tre vittorie)

2ª tappa Sea Otter Classic
3ª tappa Tour Féminin en Limousin (Availles-Limouzine)
2ª tappa Route de France (Cholet, cronometro)
- 2012 (Orica-AIS, una vittoria)

5ª tappa Giro d'Italia (Polesella > Molinella)
- 2013 (Orica-AIS, una vittoria)

Omloop Het Nieuwsblad
- 2016 (Canyon-SRAM Racing, una vittoria)

4ª tappa Giro d'Italia (Costa Volpino > Lovere)
- 2017 (Canyon-SRAM Racing, una vittoria)

1ª tappa Thüringen Rundfahrt (Schleiz > Schleiz)

### Altri successi
- 2006

Classifica giovani Geelong Tour
- 2008

Sea Otter Pro Road Race
Garrett Lemire Memorial Grand Prix
Classifica giovani US Speed Week Criterium Series
- 2009

Classifica scalatrici Redlands Bicycle Classic
- 2011

2ª tappa Jayco Bay Cycling Classic (Portarlington)
- 2013

Criterium di Portarlington (Mitchelton Bay Cycling Classic)
Sprint Ace Competition (Mitchelton Bay Cycling Classic)
- 2014 (Specialized-Lululemon)

3ª tappa, 2ª semitappa Energiewacht Tour (Midwolda, cronosquadre)
- 2015 (Velocio-SRAM)

2ª tappa, 2ª semitappa Energiewacht Tour (De Onlanden, cronosquadre)
- 2019 (Canyon//SRAM Racing)

1ª tappa Giro d'Italia (Cassano Spinola > Castellania Coppi)

### Gravel
- 2023

UCI Gravel World Series WE - Seven
UCI Gravel World Series WE - The Gralloch
Campionati europei
- 2024

UCI Gravel World Series WE - Swartberg 100
FNLD GRVL
UCI Gravel World Series WE | Sea Otter Europe Girona

## Piazzamenti

### Grandi Giri
- Giro d'Italia

2008: 50ª
2009: 22ª
2010: 23ª
2011: 68ª
2012: 11ª
2013: 11ª
2014: 29ª
2015: 31ª
2016: 35ª
2017: non partita (4ª tappa)
2018: 78ª
2019: 58ª
2021: 26ª
2023: 63ª
- Tour de France

2022: 67ª

### Competizioni mondiali
- Campionati del mondo su strada

Vienna 2005 - Cronometro Juniores: 28ª
Vienna 2005 - In linea Juniores: 35ª
Spa 2006 - Cronometro Juniores: 10ª
Spa 2006 - In linea Juniores: 35ª
Mendrisio 2009 - In linea Elite: 52ª
Melbourne 2010 - In linea Elite: ritirata
Copenaghen 2011 - In linea Elite: ritirata
Limburgo 2012 - In linea Elite: 31ª
Toscana 2013 - In linea Elite: 9ª
Ponferrada 2014 - In linea Elite: 5ª
Richmond 2015 - In linea Elite: 17ª
Doha 2016 - In linea Elite: 48ª
Innsbruck 2018 - In linea Elite: ritirata
Yorkshire 2019 - In linea Elite: ritirata
Imola 2020 - In linea Elite: ritirata
Fiandre 2021 - In linea Elite: 41ª
Zurigo 2024 - In linea Elite: ritirata
- Giochi olimpici

Tokyo 2020 - In linea: 26ª
- Campionati del mondo gravel

Veneto 2022 - Elite: 6ª
Veneto 2023 - Elite: 10ª

### Competizioni europee
- Campionati europei gravel

Veneto 2023 - Elite: vincitrice